# Renaud II de Château-Gontier
 (septembre 2013).
Si vous disposez d'ouvrages ou d'articles de référence ou si vous connaissez des sites web de qualité traitant du thème abordé ici, merci de compléter l'article en donnant les références utiles à sa vérifiabilité et en les liant à la section « Notes et références ».
Renaud II de Château-Gontier, seigneur de Château-Gontier en Anjou. 

## Biographie

### Comtes d'Anjou
Du vivant de son père Renaud Ier de Château-Gontier, c'est-à-dire peu après 1040, Renaud II est cité, comme son frère, dans la charte de Saumur. Comme l'un et l'autre, il s'attacha aux comtes d'Anjou. Geoffroy Martel, après la conquête de la Touraine, dépouille plusieurs de ses principaux vassaux de cette contrée, particulièrement Guicher, possesseur d'un château et d'un domaine qu'il confisque et inféode à Renaud en 1044. Celui-ci lui impose son nom, Castrum quod ejusdem nomine vocatur Castrum Renaldi. Il le garde jusqu'à la mort de son frère en 1063, et même concurremment avec Château-Gontier jusqu'en 1066, époque où Guicher rentre en possession de son bien. Gilles Ménage a fait de ce dernier un fils de Renaud lui-même, ce qui est faux et impossible. D'Hozier le dit fils de Geoffroy de Château-Gontier et par conséquent neveu d'Alard et de Renaud, et père d'un Renaud qui aurait donné son nom à Château-Renaud, ce qui nous reporte à une époque bien postérieure à la réalité.
Pendant qu'il est seigneur de Château-Renaud, Renaud de Château-Gontier eut, dès 1044, un différend avec l'abbaye de Vendôme au sujet du péage qu'il exige des sujets des moines passant par Saint-Laurent[Lequel ?]. Geoffroy Martel et la comtesse Agnès lui rappellent les lois données par eux au Blésois et le condamnent. Sous Geoffroy le Barbu auquel il est soumis en 1060 et qu'il doit trahir en 1067, il est cité dans une acquisition de l'abbaye de Vendôme ; il assiste au jugement donnant aux religieux de Saint Florent la garde du château qui défent l'abbaye (1061) ; concède à Marmoutier une partie des eaux du Cher (1063) ; approuve comme seigneur de Château-Gontier les dons de Foulque de Bouère à la même abbaye ; renonce à ses prétentions sur les bois de Blimart, ce qu'approuve Geoffroy le Barbu (3 avril 1064), et réclame ses droits sur les pêcheries de Glandeffe.

### Différends avecConanIIde Bretagne
Renaud eut deux différends avec Conan II de Bretagne, roi de Bretagne. Dans le premier, en 1064, il fut fait prisonnier après l'affaire de Blimart, se vit réduit à demander l'assistance pécuniaire des religieux de Marmoutier pour payer sa rançon, et se réconcilia avec Saint-Martin, dit le rédacteur de la charte, « voyant qu'il était mauvais de s'en prendre à ses serviteurs ».
Vers la fin de l'an 1066, le prince breton, après avoir conquis Pouancé et Segré, vint jusqu'à Château-Gontier dont il força l'entrée, mais il mourut dans son triomphe, empoisonné, dit-on, par un traître sur l'ordre de Guillaume le Bâtard.

### La trahison
En cette même année 1066, Renaud II laissa Château-Renaud pour se fixer définitivement à Château-Gontier. Il n'en jouit pas longtemps. Foulque Réchin avait gagné à sa cause quelques-uns des plus puissants vassaux de Geoffroy le Barbu, son frère, abandonné déjà par le clergé et excommunié. Sûr de leur concours, il marcha sur Angers le mercredi-saint 4 avril 1067 et, grâce à la trahison de Geoffroy II de Preuilly, de Renaud de Château-Gontier, de Giraud de Montreuil et du prévôt d'Angers, nommé Robert, s'empara de la personne de Geoffroy et le jeta en prison. La punition des traîtres ne se fit pas attendre. Foulque Réchin ne put ou ne voulut pas préserver ses affidés de la vengeance populaire. Le lendemain jeudi-saint, une émeute terrible souleva la ville : Renaud de Château-Gontier, Geoffroy de Preuilly, Giraud de Montreuil, furent massacrés ; le prévôt, appréhendé à son tour, eut bientôt après un sort semblable.

### La famille
Telle fut la fin de Renaud II. Il avait épousé une femme nommée Élisabeth ou Isabeau que des généalogies disent, sans preuve, celle de d'Hozier entre autres, de la maison de Mathefelon. Cette identification est impossible, car la famille n'est connue que depuis 1040, et le mariage de Renaud est antérieur puisque ses enfants sont témoins dès 1063 pour la ratification des actes de leur père. Élisabeth paraît plusieurs fois soit avec son mari, soit après son veuvage, pour des transactions personnelles. Elle eut au moins deux fils et une fille :
1. Renaud, qui succéda à son père ;
2. Guicher, dont il n'est question qu'une fois : souche des Château-Renault ? ;
3. Mélissende, que son père vint trouver à Château-Gontier pour lui faire autoriser la convention qu'il avait faite avec Marmoutier, le 31 mars 1064 (n.st.) ;
4. Pétronille, mariée à Foulques l'Oison, comte de Vendôme.

## Source
- Abbé Angot, Baronnie de Château-Gontier, 1915